# Buchen-Gruppe

Die Buchen-Gruppe, auch Buchen Group (Eigenschreibweise: BUCHEN) ist ein Industrieservice-Anbieter in Europa und in den Bereichen Industriereinigung, Kraftwerkservice, Tankservice, Katalysatorhandling und Schlammentwässerung tätig. 

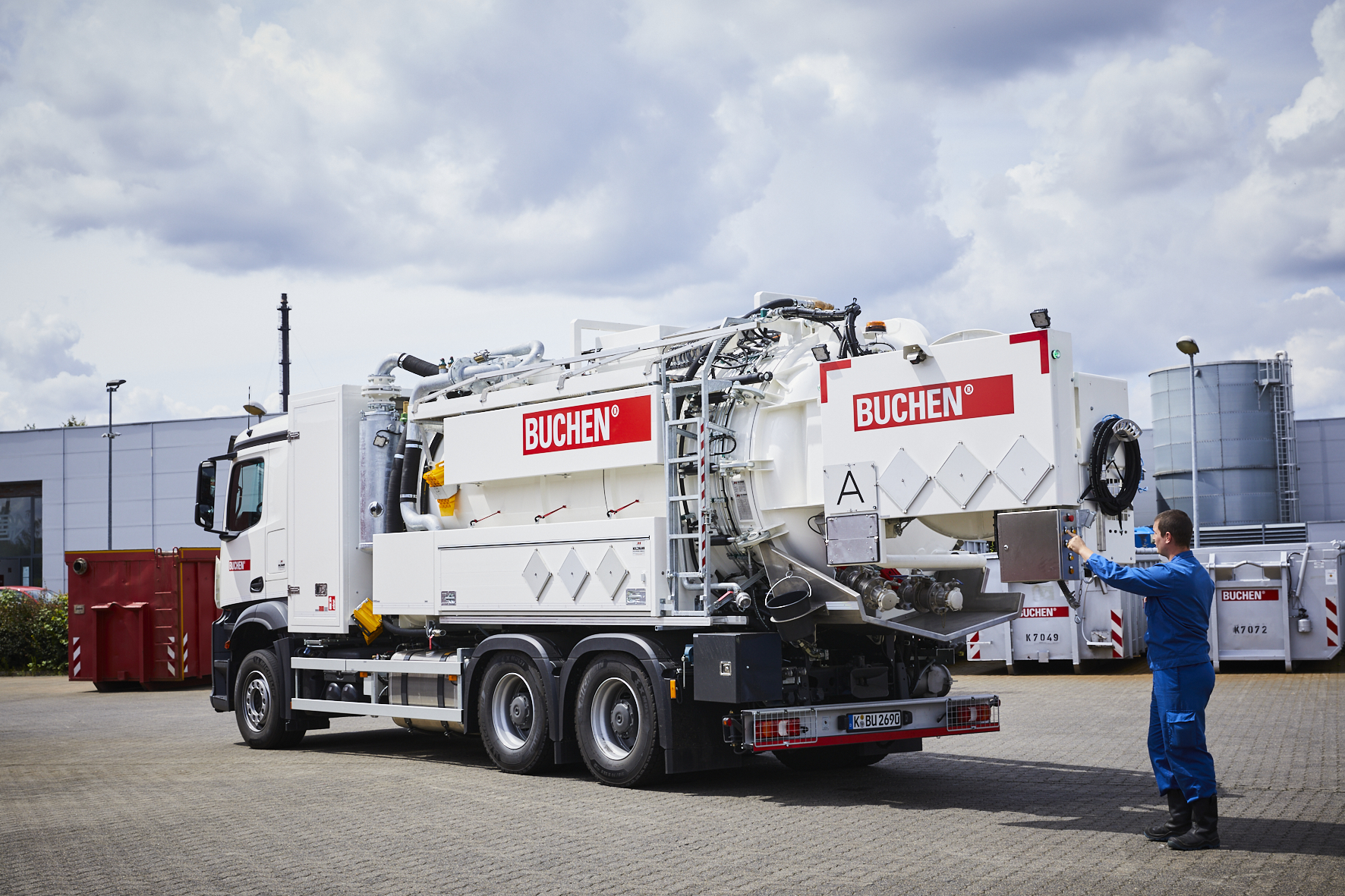
Fuhrpark der Buchen-Gruppe

Buchen besteht seit 1844 und ist heute mit insgesamt mehr als 60 Standorten und Betriebsstätten in Europa sowie im Mittleren Osten vertreten. International beschäftigt die Gruppe mehr als 3.500 Mitarbeiter. Buchen bildet gemeinsam mit Xervon die Sparte Industrieservices der Remondis-Gruppe. Gesellschafterin sowie Servicegesellschaft von Buchen und Xervon ist die Remondis Maintenance & Services GmbH & Co. KG. Gemessen am Umsatz zählt sie im Verbund mit Buchen und Xervon zu den drei führenden Industrieservice-Unternehmen in Deutschland.

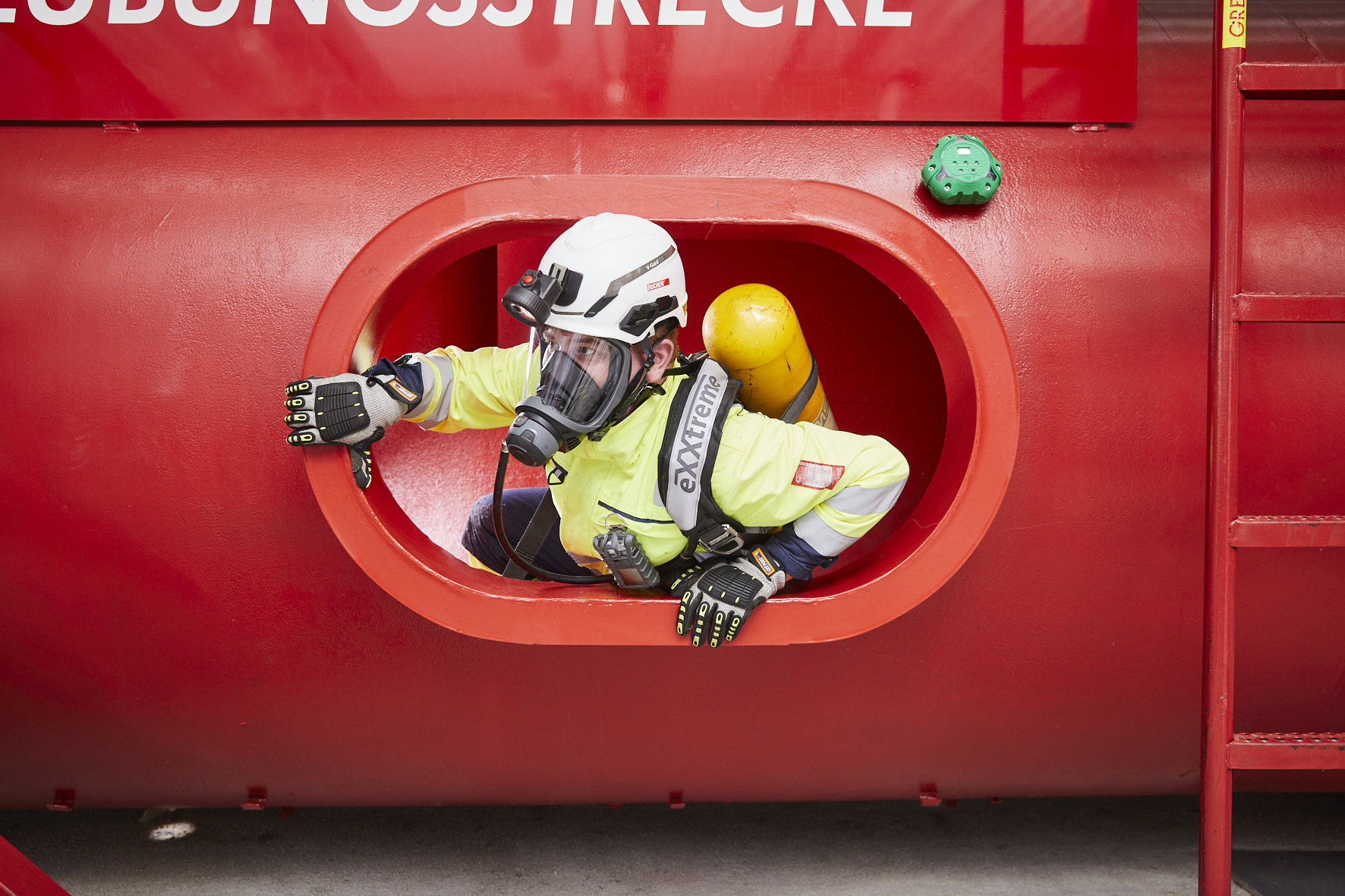
Industrieservice Mitarbeiter führt Atemschutzübung durch

## Tätigkeiten
Buchen ist vorrangig in Raffinerien, Kraftwerken, Unternehmen der Chemie- sowie der Schwerindustrie tätig. Im Mittelpunkt stehen Dienstleistungen in der Industriereinigung sowie  Spezialservices  um Anlagen und Anlagenkomponenten.
Im Bereich Industriereinigung übernimmt Buchen die Reinigung und Inspektion industrieller Großanlagen, wobei neben Wasserhochdrucktechnik auch  weitere Reinigungs- und Spülverfahren zum Einsatz kommen. Im Geschäftsfeld Sanierung übernimmt Buchen Abbau-, Rückbau- und Demontage-Projekte sowie die Schadstoffsanierung in und an Gebäuden. Die Sparte Sonderabfallentsorgung ist auf die Behandlung und Entsorgung der bei Arbeiten anfallenden schadstoffhaltigen Materialien spezialisiert.

## Geschichte
Die Ursprünge von Buchen gehen zurück ins Jahr 1844, dem Gründungsjahr der Pumpenmacherfabrik Johann Schumacher. Ende der 1940er Jahre wurde der Produktionsbetrieb in ein Serviceunternehmen mit Schwerpunkt Industriereinigung umgewandelt. Im Jahr 1965 folgte die Umfirmierung in Richard Buchen GmbH. In den 1960er Jahren begann der Aufbau des Geschäftsbereichs Sonderabfallentsorgung, dem kurz darauf der Bereich der Sanierung folgte. 1979 wurde die auf Katalysatorhandling, Reaktorservice, Siloreinigung sowie chemische Reinigung und Dekontamination spezialisierte Buchen-ICS GmbH gegründet. Fünf Jahre später eröffnete Buchen mit Buchen-ICS die erste Auslandsgesellschaft der Unternehmensgruppe. Mit dem Erwerb der Filtratec Mobile Schlammentwässerung GmbH stieg Buchen 1996 in die mobile Schlammentwässerung, Fest-Flüssig-Trennung, Produktfiltration sowie Schlamm- und Abwasserbehandlung ein. Die Kraftwerksaktivitäten der Gruppe wurden im Jahr 2000 in der Buchen KraftwerkService GmbH gebündelt.
Buchen ist seit 2005 Teil der Remondis-Gruppe.